# Studio Paolo Pasquini
Studio Paolo Pasquini war ein italienischer Hersteller von Automobilen.

## Unternehmensgeschichte
Das Unternehmen aus Bologna begann 1976 mit der Produktion von Automobilen. Der Markenname lautete Pasquini. 1980 endete die Produktion.

## Fahrzeuge
Das Unternehmen stellte Kleinstwagen mit dem Modellnamen Valentine her. Die geschlossene Karosserie bot Platz für zwei Personen. Der Motor war vorne in einem Hilfsrahmen montiert und trieb die Vorderräder an. Es gab Versionen mit drei Rädern für den Verkauf in Italien und mit vier Rädern für den Export. Das Standardmodell hatte einen Zweizylindermotor mit 251 cm³ Hubraum und 12 PS Leistung. Für den Export wurde der Hubraum auf 246 cm³ reduziert. Daneben gab es Motoren mit 48 cm³ und 125 cm³ Hubraum, die teilweise ohne Führerschein gefahren werden durften.